# حصار الشيخ سليمان
حصار الشيخ سليمان أو حصار الكتيبة 111 هو الحصار الذي فرضته قوات جبهة النصرة التابعة لتنظيم القاعدة في خريف 2012 على قاعدة الكتيبة 111 التابعة لقوات الجيش السوري والتي تمتد على مساحة 200 هكتار من التلال في منطقة الشيخ سليمان الواقعة في شمالي غرب مدينة حلب كجزء من الحرب الأهلية السورية.

## لمحة تاريخية
كانت قوات المُعارضة السورية قد سيطرت بشكل شبه كامل على البلدات الواقعة في غرب ريف مدينة حلب، واستولوا على القاعدة العسكرية التي يقع فيها مقر الفوج 46 والواقعة على بعد 12 كيلومتر غرب حلب وعلى كمية كبيرة من الذخائر والاسلحة، بينما كانت قاعدة الكتيبة 111 الجوية التابعة لقوات الدفاع الجويّ السوري هي آخر المقرات التابعة للقوات المسلحة السورية في المنطقة، مما دفع ميليشيات جبهة النصرة في 21 نوفمبر (تشرين الثاني) عام 2012 إلى شن هجوم أولي على القاعدة بهدف إخضاع المنطقة التي تمتد من الحدود التركية وحتى مدينة حلب لسيطرتهم بالكامل. استغرق الهجوم 25 دقيقة، غير أن القوات السورية النظامية تمكنت من صده، وعندما حاولت إحدى كتائب المعارضة المُشاركة في الهجوم التقدم لاقتحام القاعدة انفجرت فيهم الألغام التي زرعتها القوات النظاميّة في المنطقة، وكانت المروحيّات التابعة لقوات الدفاع الجوي تقصفهم في نفس الوقت مما أوقع في صفوف المعارضة ما لا يقلّ عن 17 قتيل.
كانت قاعدة الشيخ سليمان التي يقع فيها مقر الكتيبة 111 التابعة للدفاع الجوي السوري تضم مركز أبحاث علمي سري بالإضافة إلى احتوائها على ترسانة من الأسلحة زُعم أن من بينها أسلحة كيميائية، كانت مهمة كتيبة الدفاع الجوي 111 المتمركزة في قاعدة الشيخ سليمان تتلخص في التغطية الجوية لمركز الأبحاث، ولكن بعد اندلاع الحرب الأهلية في سوريا، تولت مروحيات الكتيبة مهام قصف معاقل المتمردين في المناطق الشمالية والغربية من ريف حلب. ظل ما يقرب من ثلاثمائة مقاتل من القوات المسلحة السورية النظامية مُحاصرين داخل القاعدة، بينما كانت المروحيّات التابعة لقوات الجيش السوري تزودهم بالمؤن، واستمرت المروحيات التابعة للطيران الحربي السوري في قصف معاقل المتمردين في المدن والبلدات المحيطة بمنطقة الشيخ سليمان. وفي 9 ديسمبر (كانون الأول) 2012 قامت ميليشيات المتمردين بشن هجوم جديد على قاعدة الشيخ سليمان، وكان من بين أبرز الكتائب التي شاركت في الهجوم كتيبة نور الدين زنكي التابعة لجبهة النصرة، والتي كانت تسيطر على المنطقة بشكل أساسي، إلى جانب كتيبة أحرار دارة عزة التابعة للجيش السوري الحر، وكتيبة المهاجرين، وكتيبة البتار، ومجلس المجاهدين.

## النتائج
استمر حصار قاعدة الشيخ سليمان على مدار أسبوعين هاجمت بعدها قوات المعارضة القاعدة، وبحسب ما ذكره المرصد السوري لحقوق الإنسان فقد تمكّنت قوات المعارضة في النهاية من السيطرة على القاعدة، وبلغ عدد القتلى في صفوف الجيش السوري 35 قتيلًا.